# Adumu

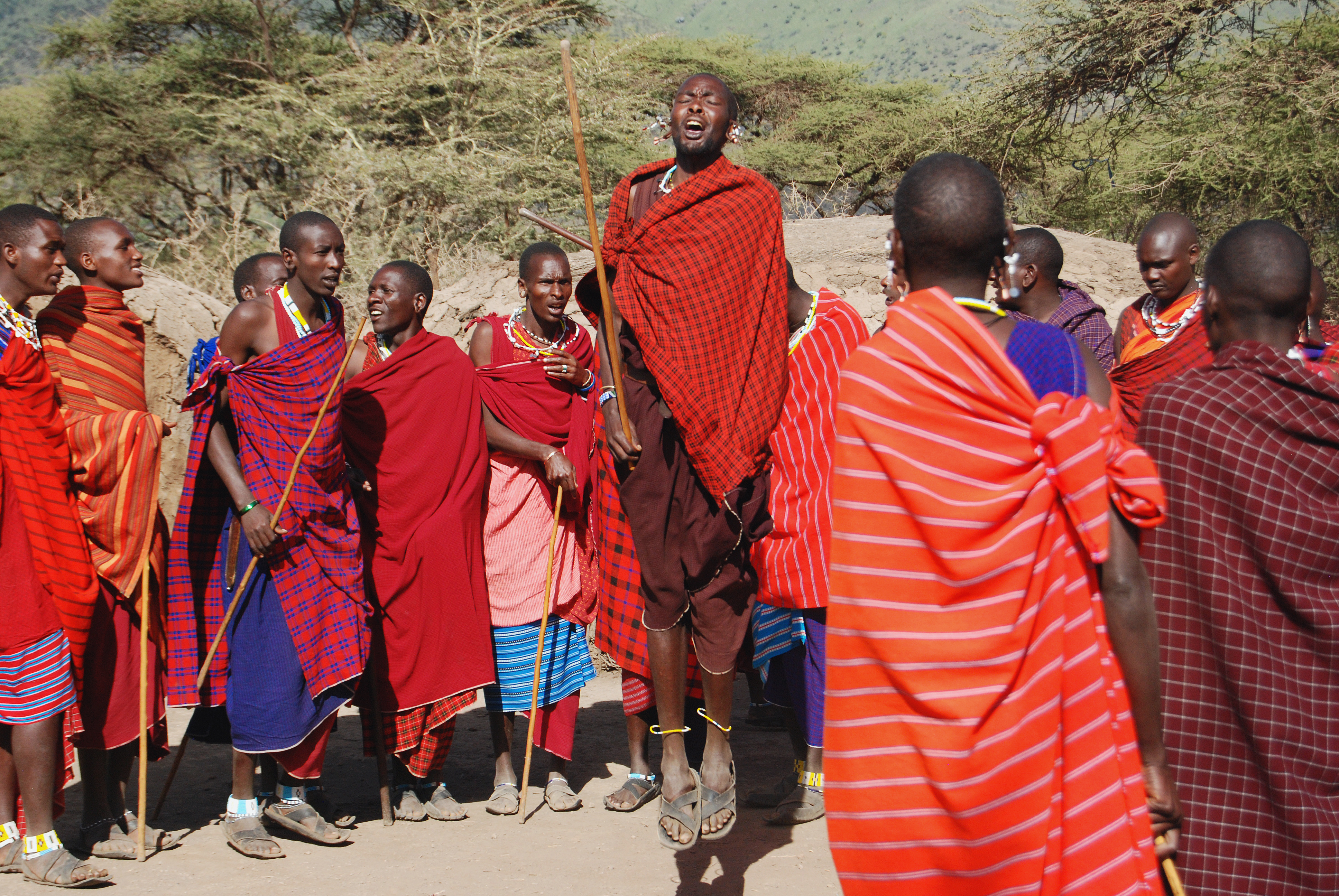
Guerrieri masai eseguono la tradizionale danza adumu

Adumu è un tipo di danza praticata dai masai in Kenya e Tanzania. In genere i giovani guerrieri masai eseguono questa danza energica e acrobatica in occasioni cerimoniali quali matrimoni, riti religiosi e altri eventi culturalmente rilevanti. Rientra nel rito di passaggio chiamato eunoto.

## Storia
La storia e la cultura del popolo masai del Kenya e della Tanzania sono intrecciate con quelle della danza tradizionale adumu. Sebbene siano incerte le origini della pratica, si pensa si sia sviluppata come un metodo per allenare i guerrieri al combattimento e per mostrarne la resistenza, l'agilità e la forza. Secondo la storia masai, in principio la danza era ballata dai giovani guerrieri per perfezionare le proprie abilità nei balzi e nei salti, necessarie per la caccia e il combattimento. In seguito il ballo iniziò a essere eseguito in situazioni culturalmente significative come matrimoni, riti religiosi e altre feste, evolvendo in una danza più ritualizzata e codificata.

## Descrizione
La danza adumu è caratterizzata da una sequenza di salti compiuti dai ballerini che si posizionano in cerchio e a turno saltano in aria mantenendo i propri corpi il più diritti e verticali possibile. I danzatori indossano vestiti dai colori vividi chiamati shúkà, gioielli di perle e il tradizionale costume masai. Durante l'esibizione vengono anche cantate canzoni tradizionali masai.
I guerrieri masai che eseguono la danza adumu vengono valutati in base all'altezza dei propri salti e alla grazia e alla destrezza delle proprie mosse. Si tratta di una danza altamente competitiva, che mette in luce la forza, l'agilità, la resistenza, nonché il coraggio e l'eroismo dei guerrieri. Fa parte del rito di passaggio chiamato eunoto, riconosciuto patrimonio immateriale dell'umanità dall'UNESCO.

## Etimologia
Fonti diverse forniscono varie interpretazioni sull'origine del termine adumu, la cui etimologia non è quindi esattamente nota. Si pensa che la parola abbia origini masai e che derivi dal verbo dumu, che significa "saltare" o "balzare". Secondo questa interpretazione, la parola adumu farebbe proprio riferimento alle azioni-chiave che caratterizzano la danza. Un'altra proposta è che adumu sia una versione contratta del saluto aigus, occasionalmente utilizzato per segnalare l'inizio del ballo; secondo questa visione, adumu farebbe riferimento agli elementi ritualistici e cerimoniali della danza, così come al suo rapporto con la cultura e la tradizione masai.
La danza è una componente significativa dell'identità masai e il suo nome è ben noto sia all'interno sia all'esterno della comunità, a prescindere dall'incertezza sulla sua etimologia.

## Elementi culturali

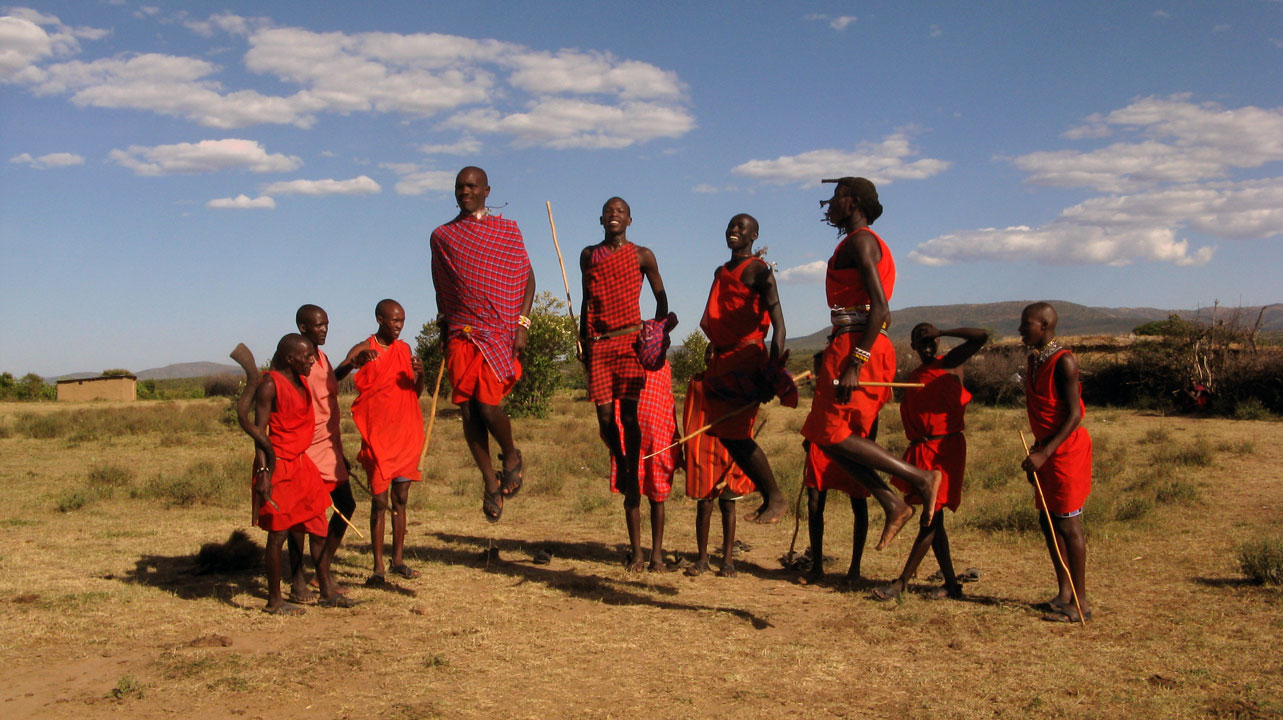

L'adumu comprende una varietà di elementi culturali che trasmettono la storia e la tradizione masai, fra cui uno dei più importanti è l'abbigliamento. Spesso, oltre ai vestiti tradizionali, i ballerini sono coperti da tessuti colorati chiamati shuka, avvolti in modo particolare intorno ai loro corpi. Agli shuka sono spesso applicati gioielli di perle e altre decorazioni intricate, frequentemente di colore rosso, che rappresenterebbero un simbolo del popolo masai.
Oltre all'abbigliamento, la danza prevede l'accompagnamento di strumenti musicali, quali tamburi, sonagli e corni, suonati tanto dai ballerini quanto da altri membri della comunità, contribuendo all'accompagnamento ritmico e melodico. La gioielleria tradizionale ha un ruolo importante: i ballerini indossano spesso collane, bracciali e orecchini preziosi, fatti di perle, conchiglie di ciprea e altri materiali. Questi gioielli sono molto simbolici e rappresentativi della ricchezza, del prestigio e dell'identità di chi li indossa. Inoltre, i guerrieri/danzatori maneggiano lance e scudi durante l'esecuzione, con gestualità e simboli tradizionali annessi. Per la comunità questi emblemi simboleggiano il coraggio e la tenacia degli antenati e le loro tradizioni guerriere. In definitiva, la danza rinforza l'identità e l'eredità masai incorporando tutti questi elementi culturali e mostrandoli ai visitatori esterni.

## Controversie
Nonostante il significato della danza adumu per la cultura masai, in tempi recenti è stata al centro di dibattiti. Alcuni hanno sollevato preoccupazione per i danni fisici in cui possono incorrere i ballerini durante l'esecuzione; altri hanno denunciato lo sfruttamento della danza come attrazione turistica. Molti masai considerano ancora la danza una componente importante della loro cultura e prendono iniziative per garantire che venga eseguito in modo sicuro e rispettoso.